# Jeremy England
Jeremy England (ur. 1982) – amerykański fizyk, pracownik Massachusetts Institute of Technology, znany z teorii powstania życia jako konsekwencji dążenia układów do efektywnego rozpraszania energii w postaci ciepła, dzięki której bywa nazywany nowym Darwinem.

## Życiorys
W 2003 r. ukończył biochemię na Harvard University, następne dwa lata odbywał studia doktoranckie w zakresie fizyki na University of Oxford i w 2009 r. obronił doktorat w tej dziedzinie na Stanford University. Następne dwa lata pracował jako wykładowca na Wydziale Fizyki Princeton University, w 2011 został assistant professor na Wydziale Fizyki MIT, zaś w 2016 r. na tym wydziale objął posadę profesora.